# デート・ア・ライブ (曲)
「デート・ア・ライブ」は、sweet ARMSの楽曲。同グループ2枚目のシングルとして2013年5月8日に日本コロムビアから発売された。楽曲は渡部紫緒、坂部剛により制作された。

## 概要
前作「I.N.G.」から10ヶ月ぶりのリリースとなるシングル。
本曲は、テレビアニメ『デート・ア・ライブ』のオープニングテーマに起用された。内容はパワフルさの中にデリケートさが同居するかっこよくライブを意識した曲で、間奏とDメロではテンポが弱まり、そのまま勢いのあるサビに流れ込むような構成になっている。そのため富樫美鈴はパワーを出しすぎて体力を消耗したが、同時に歌詞の世界観を表現しながら歌う、という少し思考を要する曲であったという。また、2番のサビは野水伊織によれば四糸乃の気持ちが込められているという。
PVは富樫曰く「中二が暴れ出す」内容になっており、衣装もゴシックやゴスロリといった黒系で中二を意識したものが採用されている。なお撮影は朝から深夜にまで及ぶ過酷なスケジュールであったという。
シングルは初回限定盤（COZC-770/1）と通常盤（COCC-16712）の2種リリースで、初回限定盤には本曲のPVやPV・ジャケット撮影のメイキングを収録したDVDが同梱されている。ジャケットイラストには同アニメのヒロインである夜刀神十香、鳶一折紙、四糸乃およびよしのん、五河琴里、時崎狂三が描かれている。
シングルのカップリング曲「デート・イン・ユートピア」は、PS3用ソフト『デート・ア・ライブ 凜祢ユートピア』のオープニングテーマに起用されたライブ向きの曲。この曲では味里が吐息を混じえて色っぽく歌っているが、これはスタッフからの事前の指示による。また、佐土原かおりは攻めながら歌うよう心掛けたという。
シングルの3曲目「デート・ア・ライブ（Bossa Nova Arrange）」は表題曲をボサノバ調に編曲したものである。

## 収録曲
| 全作詞: 渡部紫緒、全作曲・編曲: 坂部剛。 |                                                                    |          |            |      |
| #                                        | タイトル                                                           | 作詞     | 作曲・編曲 | 時間 |
| 1.                                       | 「デート・ア・ライブ」                                             | 渡部紫緒 | 坂部剛     | 4:39 |
| 2.                                       | 「デート・イン・ユートピア」                                       | 渡部紫緒 | 坂部剛     | 4:07 |
| 3.                                       | 「デート・ア・ライブ」(Bossa Nova Arrange)                         | 渡部紫緒 | 坂部剛     | 5:02 |
| 4.                                       | 「デート・ア・ライブ」(オリジナル・カラオケ)                       | 渡部紫緒 | 坂部剛     | 4:39 |
| 5.                                       | 「デート・イン・ユートピア」(オリジナル・カラオケ)                 | 渡部紫緒 | 坂部剛     | 4:08 |
| 6.                                       | 「デート・ア・ライブ」(Bossa Nova Arrange（オリジナル・カラオケ）) | 渡部紫緒 | 坂部剛     | 5:01 |
| 合計時間:                                | 合計時間:                                                          | 27:36    |            |      |

| #  | タイトル                                                    | 作詞 | 作曲・編曲 |
| -- | ----------------------------------------------------------- | ---- | ---------- |
| 1. | 「デート・ア・ライブ」(PV)                                  |      |            |
| 2. | 「デート・ア・ライブ」(PV&ジャケット撮影メイキング映像 etc) |      |            |

## カバー
- 燐舞曲 - ファンタジア文庫とのコラボ楽曲として、2023年9月25日にゲーム『D4DJ Groovy Mix』に追加収録[9]。